# Aigars Kalvītis
Aigars Kalvītis, född 27 juni 1966 i Riga, är en lettisk politiker. 
Kalvītis var en av grundarna av Lettiska folkpartiet 1997. Året därpå valdes han in i landets parlament, Saeima. Åren 1999 - 2000 var Kalvītis jordbruksminister, 2000 - 2002 tjänstgjorde han som ekonomiminister. 
År 2002 valdes han ånyo in i Saeima, där han blev gruppledare för Folkpartiet. 
Från den 2 december 2004 till den 20 december 2007 var Kalvītis Lettlands premiärminister. 